# 韋爾斯鎮區 (密歇根州德爾塔縣)
韋爾斯鎮區（英語：Wells Township）是位於美國密歇根州德爾塔縣的一個行政鎮區。

## 地方資料
韋爾斯鎮區的面積為103.20平方千米，當中陸地面積為102.30平方千米，而水域面積為0.90平方千米。根據2020年美國人口普查的數據，當地共有人口4876人，而人口密度為每平方千米47.25人。